# Сълзи от Рая
Сълзи от Рая (на турски: Cennet'in Gözyaşlari, букв. превод: Сълзите на Дженет) е турски драматичен сериал, излязъл на телевизионния екран през 2017 г.

## Сюжет
Внимание:  Текстът по-долу разкрива сюжета на произведението (или части от него)!
Дженет е изоставена от майка си като новородена и баба й се грижи за нея. Въпреки скромното си възпитание и липсата на финансови средства, тя става брилянтен архитект и постига мечтаната работа в престижна архитектурна фирма. Дженет неочаквано се събира отново със Селим, неин приятел от детството, който също работи във фирмата, и нейната биологична майка Арзу, която изчезва от живота й и сега е дошла да наруши нейния свят. Мелиса е втора дъщеря на Арзу от друга връзка и тя става много ревнива от нарастващата връзка между Дженет и Селим, но накрая разбира, че Селим никога не я е обичал.

## Актьорски състав
- Алмила Ада - Дженет Йълмаз
- Берк Атан – Селим Аръсой/Али Демир
- Есра Ронабар – Арзу Сояр/Джавидан Йълмаз
- Юсуф Акгюн – Орхан Сояр
- Зехра Йълмаз – Мелиса Сояр
- Сенджан Гюлериюз – Дженгиз Аръсой
- Хазъм Кьормюкчю – Махир Сояр
- Ебру Нил Айдън – Сема Сояр
- Чичек Аджар – Нилгюн Аръсой
- Сюеда Чил – Суна Гюрсу
- Ебру Дестан – Йозлем Аръсой
- Суде Нур Язъджъ – Бесте Туна
- Октай Чубук – Йомер Гюрсу
- Деврим Салтоолу – Кая Демирьоз
- Гюлер Йоктен – Мукадес Йълмаз
- Али Ипин – Ръза Сояр

## В България
В България сериалът започва на 16 май 2019 г. по bTV и завършва на 15 октомври. Дублажът е на студио VMS. Ролите се озвучават от Елена Русалиева, Таня Михайлова, Емил Емилов, Станислав Димитров и Гергана Стоянова.
На 16 декември започва повторно излъчване по bTV Lady и завършва на 22 май 2020 г. На 2 януари 2021 г. започва ново повторение и завършва на 18 юли.